# ناحیه بورا، شهرستان بورا، ایلینوی
ناحیه بورا، شهرستان بورا، ایلینوی (به انگلیسی: Bureau Township) یک منطقهٔ مسکونی در ایالات متحده آمریکا است که در شهرستان بورا، ایلینوی واقع شده‌است. ناحیه بورا ۲۴۷ نفر جمعیت دارد و ۲۱۶ متر بالاتر از سطح دریا واقع شده‌است.